# Hulsterbroek
Het Hulsterbroek is een nat natuurgebied langs de Kleine Dommel in het Noord-Brabantse Geldrop.

## Ligging
Tussen het Geldropse Kasteelpark en het Eindhovens Kanaal, grotendeels binnen of vlak bij de bebouwde kom. Verharde wegen in de buurt zijn o.a. de Helze, de Nieuwerfseweg, de Loswal en de Kervel. Door het hele gebied voert een dicht net van wandel- en fietspaden zoals het Hulsterbroekpad, het Elsbroekpad en het Hemelrijkpad.

## Beschrijving

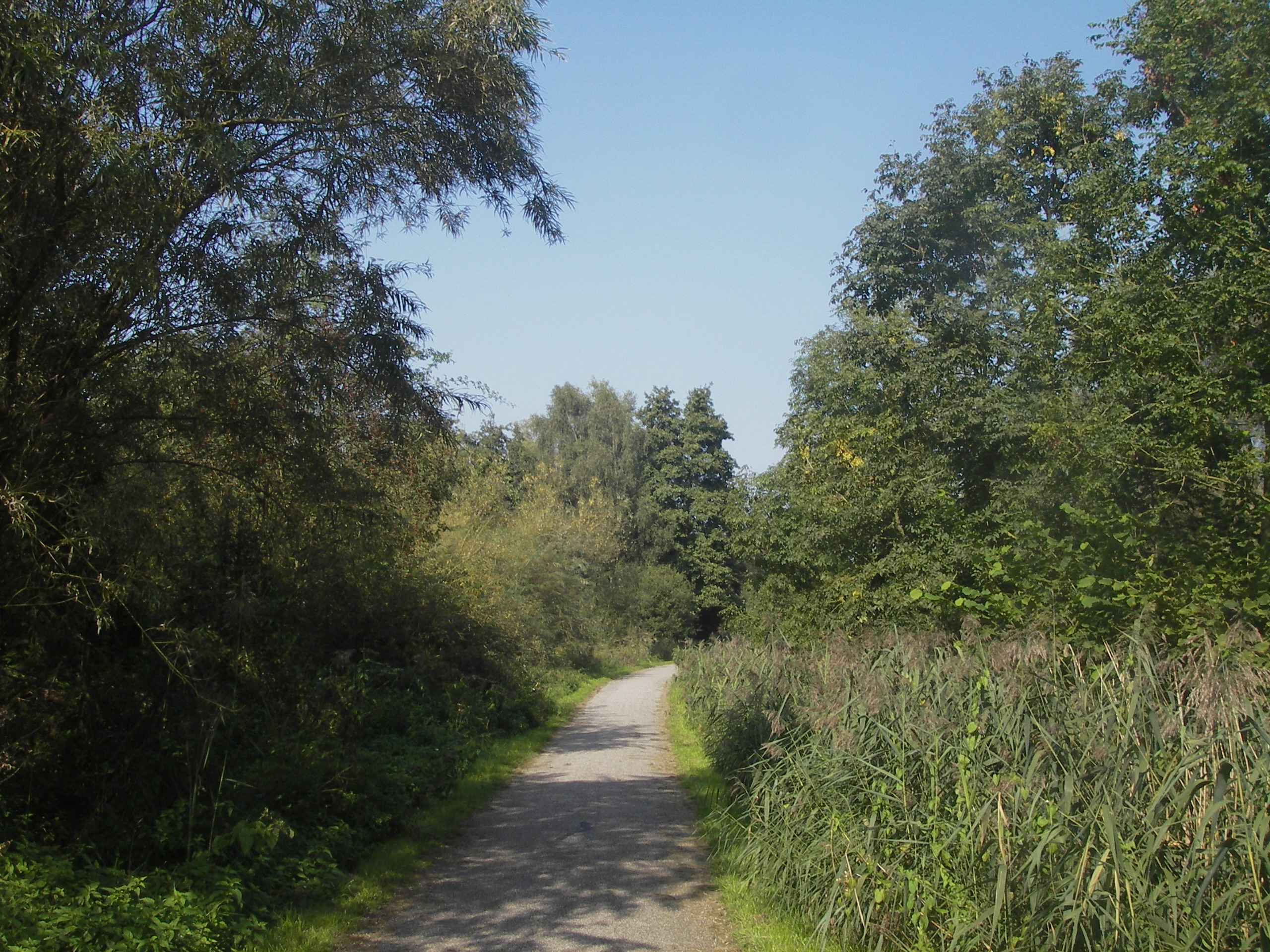
Fietspad door het Hulsterbroek

In het zuiden is het Hulsterbroek enigszins parkachtig te noemen, maar verder heeft het vooral een moerassig en natuurlijk karakter, hoewel door de verstedelijking niet bepaald ongerept. Bij het Eindhovens kanaal ligt een groot natuurlijk boscomplex met elzenbroekbos en een door rietkragen omzoomde oude beekmeander. Verder veel rietkragen, moerasruigtes, poelen, wilgenkoepeltjes, etc. Er staan diverse recreatieve voorzieningen zoals zitbankjes en informatiepanelen.
Het gebied maakt deel uit van een grote keten natuurgebieden langs de Kleine Dommel. Aan de overzijde van het Eindhovens kanaal liggen de Urkhovense Zeggen, zuidelijker in Geldrop liggen het Kasteelpark Geldrop en de Goorse Zeggen. Plaatselijk zijn er nog wat landbouwpercelen (weilandjes) en veel weitjes voor schapen of paarden over. Aan de rand van het gebied liggen wat oude boerderijen (hoek Hulst/Elsbroekpad), een blokhut voor de zeeverkenners en een volkstuinencomplex.
Het Hulsterbroek strekt zich langs de Kleine Dommel uit over bijna 1,5 km en het heeft al met al een omvang van zo'n 60 ha.